# Bataille de Lundy's Lane
Guerre anglo-américaine de 1812

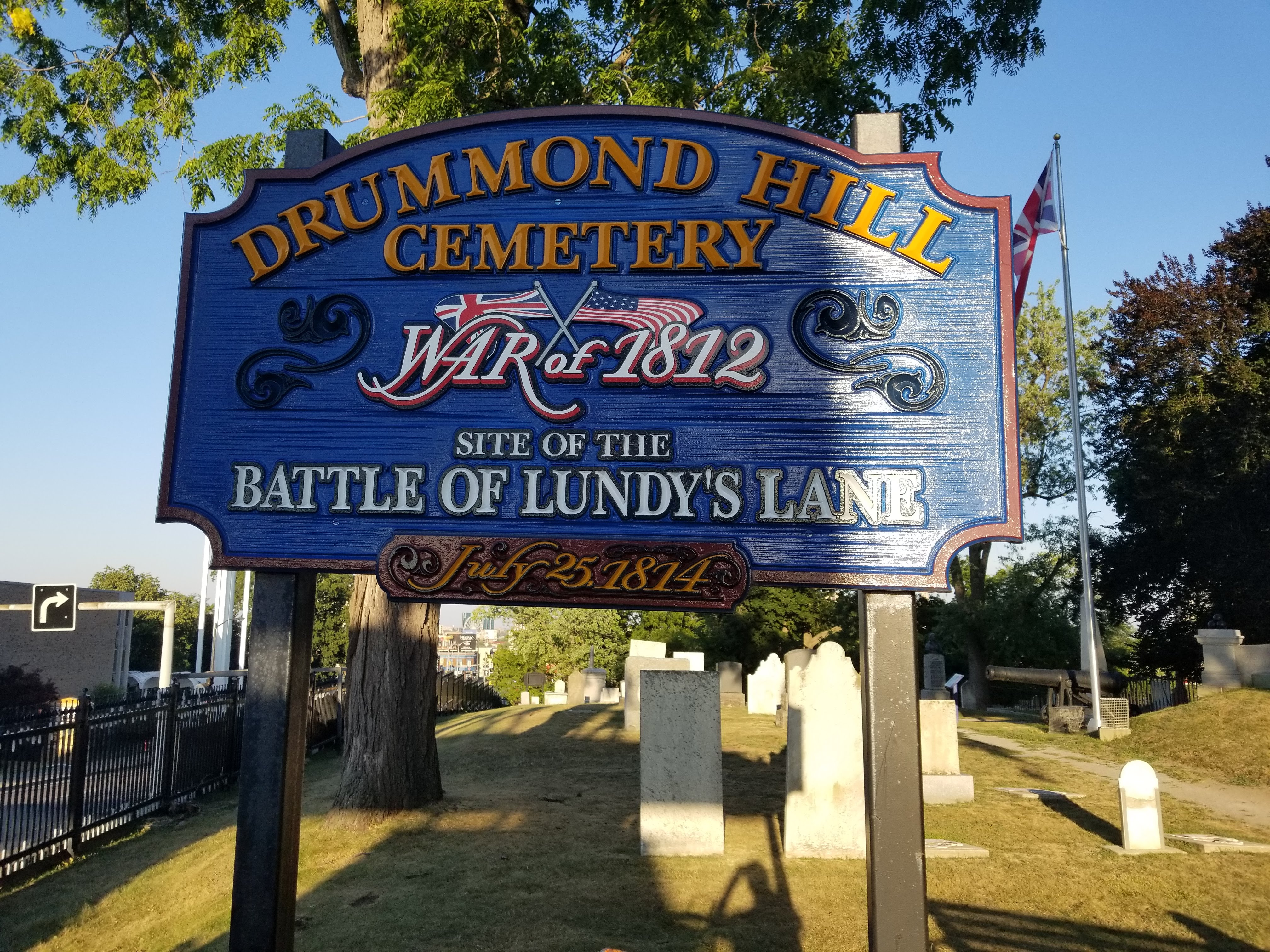
Drummond Hill Cemetery

La bataille de Lundy's Lane est une bataille de la guerre anglo-américaine de 1812 qui eut lieu le 25 juillet 1814 dans le cadre de la campagne du Niagara. Le fait marquant fut réalisé en 1814, lors une nouvelle invasion du Haut-Canada sous le commandement du major-général Jacob Jennings Brown. Initialement elle visait Kingston sur le lac Ontario, mais elle fut déplacée au Niagara parce que les navires britanniques contrôlaient le lac Ontario . Durant les six premiers mois de 1814, les pertes furent élevées dans les deux camps et les Américains durent se retirer au fort Érié, mettant un coup d'arrêt à leur avancée dans le Haut-Canada.
Le champ de bataille a été désigné lieu historique national en 1937. Dans le chant patriotique canadien The Maple Leaf Forever, il y a une référence sur cette bataille et celle de Queenston Heights.